# El Campàs
El Campàs és una masia al sud-est del terme de Tavertet (Osona), sota els Cingles de l'Avenc, molt a prop del tri-termenal entre Tavertet, Rupit i Pruit i Vilanova de Sau. Malgrat l'antiguitat que demostren els carreus de la masia i la dada constructiva referent al segle xviii, no es troba registrada en els fogatges del segle xvi, la qual cosa fa suposar que fou construïda al segle xvii. L'estat de conservació és molt precari, ja que es troba abandonada.
Masia de planta rectangular coberta a dues vessants amb el carener perpendicular a la façana, la qual es troba orientada a migdia. Consta de planta baixa i primer pis, amb la part nord adossada al marge. La part NE està coberta a una sola vessant i és sobrealçada. La façana presenta un portal rectangular amb llinda de fusta amb unes construccions d'un metre i mig d'alçada que fan espona a banda i banda del portal, i amb dues finestres al primer pis. A la banda de llevant s'obre un portal a la planta i una finestra al primer pis. Es construïda en pedra (gres blanquinós) ben picada a les obertures, la resta és de granit sense tallar, unit amb morter de calç.